# Amara
Amara é um gênero de insetos coleópteros da família Carabidae.